# نخلة صخرية
نخلة صخرية (الاسم العلمي: Phoenix rupicola) هي نوع من النباتات يتبع جنس النخلة من الفصيلة الفوفلية.